# 정우회 (공산주의운동)
정우회(正友會)는 1926년 4월 14일 서울에서 조선공산주의운동의 4개 정파가 합동으로 결성한 단체이다.
1925년 화요회, 북풍회, 조선노동당, 무산자동맹회의 4개 단체가 공산주의 운동 단체의 통합을 위해  조직한 4단체합동위원회가 이듬해 발전적으로 해체하면서 정우회로 이어졌다. 
정우회 결성에는 화요회가 주도적인 역할을 맡았다. 비서울파가 화요파를 중심으로 뭉친 정우회는 서울파와는 대립되는 관계로, 서울파의 사상단체인 전진회와는 이 시기 조선공산주의 운동을 양분했다.
그러나 정우회가 결성된 지 두달 만에 6·10 만세 운동이 일어나면서 제2차 조선공산당 사건이 발생하여 정우회의 중심 인물들도 대거 체포되었다. 간부들이 검거되면서 정우회도 위기에 처했지만, 도쿄에서 결성된 유학생 중심의 단체인 일월회가 지도부를 잃은 정우회에 가담하여 조직 궤멸을 막았다.
안광천 등 일월회 계열이 주도하게 된 정우회는 그해 11월 3일, 민족주의 세력과 일시적 공동전선을 꾸리자는 주장이 들어 있는 〈정우회 선언〉을 발표했다. 이 선언은 후쿠모토주의의 영향을 받은 것으로 알려져 있다. 계급투쟁의 대중화와 통일전선 성립의 필요성을 들어 방향 전환을 주창한 〈정우회 선언〉은 좌파 계열 내에서 많은 논란을 몰고와 서울파의 서울청년회가 분열하는 계기가 되었고, 이듬해 좌우 합작의 신간회가 창립되는 데도 중요한 역할을 했다.

## 참고자료
- 권희영 (1999년 1월 15일). 〈제3부 코민테른과 한인 사회주의자 - 일제하 좌우 합작론의 연구〉. 《한인 사회주의운동연구(한국사연구총서 21)》. 서울: 국학자료원. ISBN 8982063307.